# ديدان سهمية
هلبيات الفك (بالإنجليزية: Chaetognatha)‏ تعرف عموما بالديدان السهمية (بالإنجليزية: arrow worms)‏ هي شعبة من الديدان البحرية  المفترسة وهي المكون الرئيسي عالميا للعوالق.